# Lisbeth Nebelong
Lisbeth Nebelong (født 1955 i København, opvokset i Danmark og på Færøerne) er en dansk journalist, forfatter, merkonom og Master of Public Management. 
Hun har siden 1992 skrevet flere faglitterære bøger. I 2003 debuterede hun som romanforfatter med romanen, Når engle spiller Mozart, som foregår på Færøerne og er inspireret af hendes eget liv, idet hun som ung boede nogle år på Færøerne. Når engle spiller Mozart var den første i en trilogi. Fem år efter den første bog, udkom hendes anden roman i 2008, Færøblues, som er en fortsættelse af den første. Den tredje bog i trilogien, Møde i mol, udkom i 2014, og to år senere udkom hele trilogien i en bog. Andre bøger hun har skrevet er bl.a. bøger om økonomi og om rejser, f.eks. har hun skrevet Turen går til Færøerne, som er udgivet på Politikens Forlag
og hvor tiende udgave er fra 2022.

### Romaner
- 2016 - Færø blues trilogien - Når engle spiller Mozart, Færø blues - drengen med celloen, Møde i mol, Forlaget Hovedland, 703 sider.[4]
- 2014 - Møde i mol, Forlaget Hovedland, Edward Fuglø illustrerede forsiden, 215 sider[5][6]
- 2008 - Færøblues, Forlaget Hovedland, 399 sider[7]
- 2003 - Når engle spiller Mozart, elkjaeroghansen, 296 sider.[8]

### Andre bøger og udgivelser
- Sund økonomi - sådan, 2009
- Råd til at leve, 2004
- Sund økonomi - flere penge, mere frihed, 2000
- Bedre råd - en håndbog om økonomi for kvinder, sammen med Vibeke Abel, 1996
- jeg gifter mig kun én gang, skrevet sammen med andre, 1996
- Pas på pengene i parforholdet, 1994
- På spanden - håndbog for pengeløse, 1993
- Penge - vejen til god økonomi og bedre livskvalitet, 1992